# Абаскаль, Нати
Нативида́д Абаска́ль-и-Роме́ро-То́ро, более известная как Нати Абаскаль (исп. Naty Abascal; род. 2 апреля 1943 года в Севилье, Испания) — испанская светская львица и бывшая фотомодель, а также бывшая герцогиня Ферия.

## Биография
Внучка 5-го маркиза Ромеро-Торо, папского титула, она родилась в семье из 12 братьев и сестер. У него есть сестра-близнец Анна Мария. Его отец, Доминго Абаскаль-и-Фернандес, был богатым юристом, владельцем обширных оливковых рощ и процветающего оливкового бизнеса, а его мать, Мария Нативидад Ромеро-Торо-и-Норьега, была первой женщиной, открывшей бутик в Севилье.
Её модельная карьера началась, когда испанский модельер Элио Берханьер попросил её и её сестру-близнеца Ану-Марию смоделировать некоторые из его моделей на Международной выставке в Нью-Йорке в 1964 году. Пара привлекла внимание Ричарда Аведона, и он решил сфотографировать их в Позже, в 1964 году, Ибица для своей передовой статьи «Иберийцы (Пламя в Испании)» в Harper’s Bazaar. К 1965 году Абаскаль был на обложке этого издания на другой фотографии, подписанной Аведоном. После этого её модельная карьера пошла в гору, и она поселилась в Нью-Йорке. Среди прочего, она работала на Оскара де ла Рента с самых первых дней его жизни — на самом деле они познакомились, когда он ещё работал на Элизабет Арден, — и стали большими друзьями, и эта дружба продлилась до его смерти.
Дизайнер Валентино познакомился с Абаскаль в 1968 году на вечеринке, когда ей было 25 лет. К тому времени она уже работала моделью в Нью-Йорке не менее 3 лет и имела постоянный контракт с модельным агентством Ford; годы спустя она также будет работать в модельном агентстве Wilhelmina. Валентино привез её на остров Капри для фотосессий, и с тех пор они остаются близкими друзьями.
В 1971 году Нати Абаскаль вышла замуж за Мюррея Ливингстона Смита, вице-президента рекламного агентства, хотя это оспаривается. Они встретились в Cartier в Нью-Йорке, и через несколько месяцев Смит прислал ей домой красный Ferrari с запиской «Выходи за меня замуж». Они расстались в 1975 году.
В 1971 году она также сыграла короткую роль партизанки Иоланды в фильме Вуди Аллена «Бананы» 1971 года. В этом же году она позировала обнаженной для журнала Playboy, а также была на обложке журнала Энди Уорхола «Interview».
В 1974 году она сняла «рекламу / хэппенинг» для Alka-Seltzer с Сальвадором Дали, который некоторые зрители сочли «слишком агрессивным». Было показано, как Дали притворяется, что наносит удар Нати кистями, в то же время, когда он рисовал её тело. Рекламный ролик не имел особого успеха и довольно быстро был изъят из публичного доступа.
К концу 1975 года она вернулась домой в Севилью (Испания). Она воссоединилась с бывшим парнем из подросткового возраста, Рафаэлем Мединой и Фернандесом де Кордова, герцогом Фериа и маркизом Вильяльба, и они поженились в июле 1977 года, и у них родилось двое сыновей: Рафаэль, родившийся 25 сентября 1978 года, который является нынешним герцогом Фериа, и Луис, родившиеся 30 августа 1980 года.
В начале 1980-х, когда она покинула мир моды, она снова вышла на подиум для показа первой коллекции своей подруги Каролины Эрреры. Это будет её последний показ на подиуме. В 1982 году, через несколько лет после ухода из мира моды, Норман Паркинсон решил изобразить её в Карибском море для журнала Town and Country. В 1984 году она представила испанским СМИ коллекцию Оскара де ла Рента, а в 1987 году лорд Сноудон также сфотографировал её в Севилье. Нати и Рафаэль Медина расстались в 1989 году и развелись в недружественных отношениях.
Абаскаль известна как одна из испанских муз Валентино Гаравани, она также тесно связана с Оскаром де ла Рента и Каролиной Эррера среди других дизайнеров. Она по-прежнему регулярно работает стилистом в Hola! журнал, а также многие другие пунктуальные проекты.

## Известные опубликованные работы
- Cuestión de estilo[1] Martínez Roca. Barcelona. 2000. ISBN 9788427025523
- Manual de estilo de Naty Abascal con Vicente Gallart[2] Grijalbo. Madrid. 2013. ISBN 9788425351198